# Саборна црква Светог Владимира у Кијеву
Саборна црква Светог Владимира у Кијеву је главни храм неканонског Кијевског патријархата.

## Историја
Године 1852. кијевски митрополит Филарет предложио је руском цару Николају I изградњу храма у Кијеву у почаст великому рускому кнезу Владимиру и 900. годишњицу крштења кијевских Руса. Архитект храма био је Иван Штром родом из Санкт Петербурга. Храм је био 1859. пројектиран у неовизантијскм стилу са 13 златних купола. Предлог пројект је послат у Санкт Петербург где га је одобрио лично цар Александар II. Радови су почели 1860, али је због недосатка финансија првобитан план са 13 купола и оригналних гбарита смањен а број купла сведен на 7.
Храм је завршен 1882, а унутрашњост 1896. године. Висина крста на глвној куполи је 49 метара. Одликују га велелепне фреске и мозаици у унутрашњости.
Године 1995. у храму је био први Сабор Украјинске православне цркве (Кијевског патријархата), где је за патријарха изабран Филарет.

## Галерија
- Ева са змијом у Рајском врту

- Сабор свеца Васељенске цркве
- Крштење кнеза Владимра Великог
- Крштење Руса
- Руски епископи